# Antropologforeningen i Danmark
Antropologforeningen i Danmark er en forening for færdiguddannede antropologer, etnografer og lignende fag samt studerende ved disse fag.
Det er foreningens formål er at arbejde for udbredelse og anvendelse af antropologisk viden og medvirke til faglig intern debat blandt antropologer.
Foreningen udgiver Tidsskriftet Antropologi, som udkommer to gange om året. Derudover arrangeres foredrag og workshops, bl.a. som led i forskellige former for efteruddannelse.